# Округ Онтонагон (Мичиген)
Онтонагон (енгл. Ontonagon County) је округ у америчкој савезној држави Мичиген.

## Демографија
По попису из 2010. године број становника је 6.780, што је 1.038 (-13,3%) становника мање него 2000. године.
| Група             | 2000.         | 2010.         |
| Белци             | 7.567 (96,8%) | 6.546 (96,5%) |
| Афроамериканци    | 2 (0,0%)      | 6 (0,1%)      |
| Азијати           | 14 (0,2%)     | 11 (0,2%)     |
| Хиспаноамериканци | 58 (0,7%)     | 64 (0,9%)     |
| Укупно            | 7.818         | 6.780         |